# آتسوشی اینوه
آتسوشی اینوه (انگلیسی: Atsushi Inoue؛ زادهٔ ۲۸ مهٔ ۱۹۷۷) بازیکن فوتبال اهل ژاپن است.
از باشگاه‌هایی که در آن بازی کرده‌است می‌توان به باشگاه فوتبال کونسادول ساپورو اشاره کرد.